# Orgilus simulator
Orgilus simulator är en stekelart som beskrevs av Muesebeck 1970. Orgilus simulator ingår i släktet Orgilus och familjen bracksteklar. Inga underarter finns listade i Catalogue of Life.